# St. Hippolyt auf Glaiten

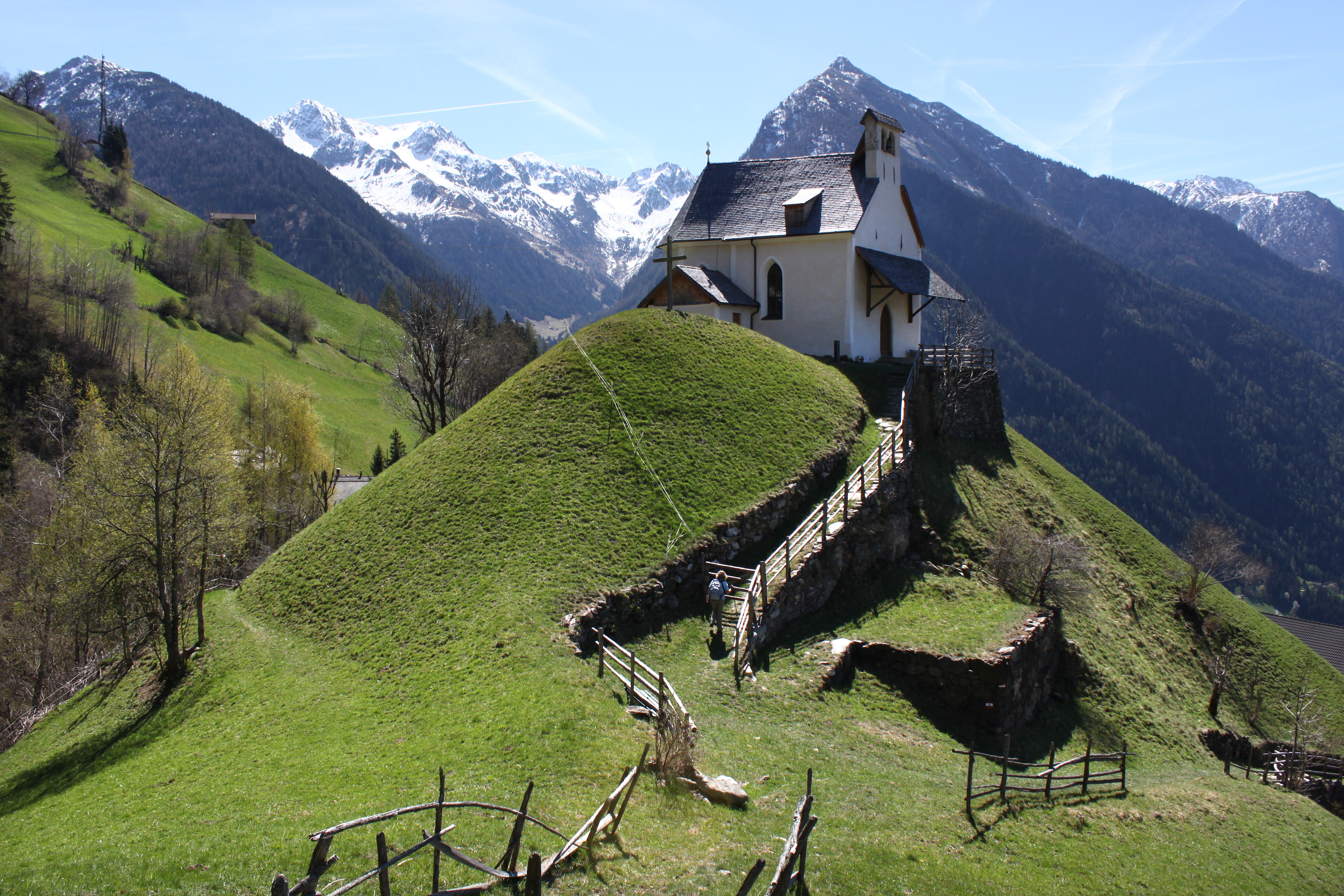
St. Hippolyt auf Gleiten

St. Hippolyt auf Glaiten ist ein geschütztes Baudenkmal in Glaiten, einer Fraktion der Gemeinde St. Leonhard in Passeier in Südtirol. Am 23. April 1982 stellte das Südtiroler Landesdenkmalamt die Kirche unter Denkmalschutz. Schutzpatron ist der hl. Hippolyt von Rom. Das Patroziniumsfest ist der 13. August.

## Geschichte
Keramikfunde auf und um den Kirchhügel belegen eine prähistorische Besiedlung des Ortes. Obwohl archäologische Nachweise fehlten, gehen Forscher von der Existenz einer bronzezeitlichen Kultstätte für Brandopfer aus. 1380 erfolgte die erste urkundliche Erwähnung der Kirche. Dem Patrozinium zufolge dürfte die Kirche ein höheres Alter haben. Das Gotteshaus soll auch dem Volksglauben nach das älteste Gotteshaus des Tales sein. Zunächst gehörte Glaiten, wie die gesamte linke Talhälfte zur Urpfarre Schenna und seit der Gründung im 12. Jahrhundert zur Pfarre St. Leonhard, von der die Kirche eine Stunde Fußmarsch entfernt ist und der sie früher gelegentlich mit dem Gottesdienst aushalf.

## Beschreibung
Die im Kern gotische Kirche stammt aus dem Ende des 14. Jahrhunderts und wurde im 19. Jahrhundert durch Umbauten wesentlich verändert. Das Langhaus besitzt ein Tonnengewölbe mit Stichkappen und der abgesetzte polygonale Chor ein Gratgewölbe. Der im Zuge einer Restaurierung freigelegte Freskenzyklus im Innenraum mit Szenen aus dem Leben des Kirchenpatrons wird der Bozner Schule zugeschrieben.